# ヨナサン・パル
ヨナサン・パル（Jonathan Parr, 1988年10月21日 - ）は、ノルウェー・オスロ出身の元サッカー選手。現役時代のポジションはDF。

## 経歴
2011年7月19日、フットボールリーグ・チャンピオンシップに所属していたクリスタル・パレスFCへ3年契約で移籍した。2012-13シーズンはドギー・フリードマン監督に左サイドバックとして重用され、フリードマンが2012年10月に解任されたのちも右サイドバックで使われ、クリスタル・パレスのプレミアリーグ昇格に貢献した。
しかし、その後はディーン・モクシーにポジションを奪われ、2013-14シーズン終了後に退団した。
2014年7月7日、イプスウィッチ・タウンFCに2年契約で加入した。
2016年1月13日にストレームスゴトセトIFに移籍した。
2022年1月、現役引退を表明した。